# Jenny Beavan
Pour les articles homonymes, voir Beavan.
Dame Jenny Beavan est une costumière britannique, née en 1950. 
Collaboratrice récurrente de James Ivory, elle a été récompensée de trois Oscar de la meilleure création de costumes, en 1986 pour Chambre avec vue,  en 2016 pour Mad Max: Fury Road, puis en 2022 pour Cruella pour lesquels elle obtient également le British Academy Film Award des meilleurs costumes. Elle a été nommée dix fois dans cette catégorie. Elle a également été nommée pour le Tony Award des meilleurs costumes pour son travail sur Les Amants terribles.

## Filmographie

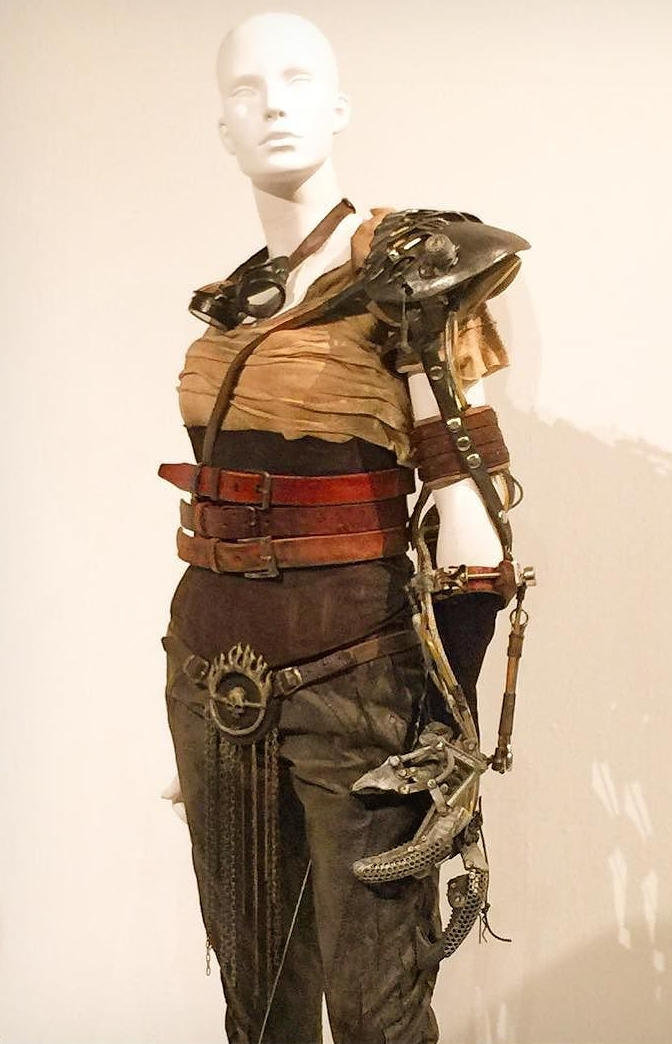
Costume du personnage de Furiosa, porté par Charlize Theron et crée par Jenny Beavan pour le film Mad Max: Fury Road.

### Années 1970-90
- 1979 : Les Européens (The Europeans) de James Ivory
- 1980 : Jane Austen à Manhattan (Jane Austen in Manhattan) de James Ivory
- 1984 : Les Bostoniennes (The Bostonians) de James Ivory
- 1985 : Chambre avec vue (A Room with a View) de James Ivory
- 1987 : Maurice de James Ivory
- 1988 : A Summer Story de Piers Haggard
- 1988 : Les Imposteurs (The Deceivers) de Nicholas Meyer
- 1990 : Aux sources du Nil (Mountains of the Moon) de Bob Rafelson
- 1991 : Croc-Blanc (White Fang) de Randal Kleiser
- 1991 : Impromptu de James Lapine
- 1992 : Retour à Howards End (Howards End) de James Ivory
- 1993 : Swing Kids de Thomas Carter
- 1993 : Les Vestiges du jour (The Remains of Day) de James Ivory
- 1994 : Prince noir (Black Beauty) de Caroline Thompson
- 1995 : Raison et Sentiments (Sense and Sensibility) d'Ang Lee
- 1995 : Jefferson à Paris (Jefferson in Paris) de James Ivory
- 1996 : Jane Eyre de Franco Zeffirelli
- 1997 : Metroland de Philip Saville
- 1998 : À tout jamais, une histoire de Cendrillon (Even After: A Cinderella Story) d'Andy Tennant
- 1999 : Anna et le Roi (Anna and the King) d'Andy Tennant
- 1999 : Un thé avec Mussolini (Tea with Mussolini) de Franco Zeffirelli

### Années 2000-10
- 2001 : Gosford Park de Robert Altman
- 2002 : Possession de Neil LaBute
- 2003 : Prisonniers du temps (Timeline) de Richard Donner
- 2004 : Alexandre (Alexander) d'Oliver Stone
- 2005 : Casanova de Lasse Hallström
- 2006 : Le Dahlia noir (The Black Dahlia) de Brian De Palma
- 2006: Amazing Grace de Michael Apted
- 2008 : Les Insurgés (Defiance) d'Edward Zwick
- 2009 : Sherlock Holmes de Guy Ritchie
- 2010 : Le Discours d'un roi (The King's Speech) de Tom Hooper
- 2011 : Sherlock Holmes : Jeu d'ombres (Sherlock Holmes: A Game of Shadows) de Guy Ritchie
- 2012 : Gambit : Arnaque à l'anglaise (Gambit) de Michael Hoffman
- 2015 : Enfant 44 (Child 44) de Daniel Espinosa
- 2015 : Mad Max: Fury Road de George Miller
- 2016 : A United Kingdom d'Amma Asante
- 2017 : A Cure for Life (A Cure for Wellness) de Gore Verbinski
- 2017 : Life : Origine inconnue (Life) de Daniel Espinosa
- 2018 : Jean-Christophe et Winnie (Christopher Robin) de Marc Forster
- 2018 : Casse-Noisette et les Quatre Royaumes (The Nutcracker and the Four Realms) de Lasse Hallström et Joe Johnston
- 2019 : Mrs Lowry and Son d'Adrian Noble

### Années 2020
- 2020 : Le Voyage du Docteur Dolittle (Dolittle) de Stephen Gaghan
- 2021 : Cruella de Craig Gillespie
- 2022 : Mrs. Harris Goes to Paris d'Anthony Fabian
- 2022 : White Bird: A Wonder Story de Marc Forster
- 2024 : Furiosa : Une saga Mad Max (Furiosa: A Mad Max Saga) de George Miller

## Distinctions

### Récompenses
- Oscars 1986 : Meilleurs costumes pour Chambre avec vue
- Oscars 2015 : Meilleurs costumes pour Mad Max: Fury Road[1]
- BAFTA 2022 : Meilleurs costumes pour Cruella
- Oscars 2022 : Meilleurs costumes pour Cruella

### Nominations
- Oscars 1984 : Meilleurs costumes pour Les Bostoniennes
- Oscars 1987 : Meilleurs costumes pour Maurice
- Oscars 1992 : Meilleurs costumes pour Retour à Howards End
- Oscars 1993 : Meilleurs costumes pour Les Vestiges du jour
- Oscars 1995 : Meilleurs costumes pour Raison et Sentiments
- Oscars 1999 : Meilleurs costumes pour Anna et le Roi
- Oscars 2001 : Meilleurs costumes pour Gosford Park
- Oscars 2010 : Meilleurs costumes pour  Le Discours d'un roi
- Oscars 2023 : Meilleurs costumes pour Une robe pour Mrs. Harris